# Tenuipalpus raphiae
Tenuipalpus raphiae är en spindeldjursart som beskrevs av Meyer och Bolland 1984. Tenuipalpus raphiae ingår i släktet Tenuipalpus och familjen Tenuipalpidae. Inga underarter finns listade i Catalogue of Life.